# Gangsteri de ocazie
Gangsteri de ocazie (în italiană Anche gli angeli mangiano fagioli), în traducere Chiar și îngerii mănâncă fasole) este un film de comedie italo-franco-spaniol din anul 1973, regizat de Enzo Barboni (E.B. Clucher) și în care rolurile principale sunt interpretate de Bud Spencer și Giuliano Gemma. A fost unul din cele șase filme premiate cu Premiul Golden Screen în 1974.
Filmul are o continuare, Anche gli angeli tirano di destro (1974), regizată tot de Enzo Barboni.

## Rezumat
Acțiunea filmului are loc în New York-ul din anii '20-'30 ai secolului al XX-lea. Charlie Smith (Bud Spencer) este un luptător mascat, în timp ce Sonny (Giuliano Gemma) este un fost vânzător de înghețată, care lucrează ca om de serviciu în sala de sport "Naka-kata". Concediat de acolo, Sonny este martor la amenințarea lui Charlie de către oamenii liderului mafiot Angelo (Robert Middleton) pentru a pierde o luptă astfel ca șeful să câștige la pariuri o mare sumă de bani. Charlie refuză și după ce câștigă meciul e urmărit de oamenii mafiei. Sonny, cu toate acestea, îl ajută să scape. 
La o masă oferită de Armata Salvării, Sonny îl reîntâlnește pe Charlie și organizează o încăierare pentru a fi văzuți de Cobra, gangsterul lui Angelo, și angajați. Angelo suferă de o paralizie facială și este poreclit "Smile". El îi controlează și extorchează pe negustorii din Little Italy și dorește să îi elimine pe membrii bandei rivale.
Prima sarcină a celor doi este să supravegheze un club de noapte al lui Angelo. Aici, cei doi îl bat pe senatorul O'Riordan, care fusese prea norocos la ruletă. Angelo este furios de acest lucru, deoarece senatorul a declarat război crimei organizate din America. Șeful decide să îi trimită pe cei doi în Little Italy pentru a cere bani de la negustori. Deși Charlie și Sonny folosesc metode de intimidare, este evident că toți negustorii sunt săraci și nu au bani. În schimb, ei se împrietenesc cu un comerciant, Gerace, față de care pretind că sunt doi agenți federali sub acoperire. Sonny se îndrăgostește de fiica acestuia. 
Pentru a face rost de bani, Charlie decide să intre pe teritoriul familiei Colosimo, un alt grup criminal din oraș. Ei cred că, nefiind cunoscuți de aceștia, nu ar cauza un război între cele două familii mafiote, dar informatorul Giudà îi anunță pe polițiști, pe Angelo și pe Colosimo că cei doi gangsteri au intrat pentru a strânge bani pe teritoriul bandei adverse și i-au băgat în spital pe cei doi colectori. Angelo este înfuriat mai mult decât oricând și îi trimite pe cei doi să-i ucidă pe colectorii lui Colosimo și pe senatorul O'Riordan și apoi să se ascundă pentru câteva zile. Având însă mustrări de conșțiință, Charlie și Sonny nu comit nicio crimă, dar acestea au loc totuși. O'Riordan a murit accidental în piscina lui, iar cei doi colectori sunt uciși de către inspectorul Mackintosh, al cărui scop este de a curăța orașul de bandele criminale. De fapt, cu uciderea celor doi colectori începe războiul dintre cele două bande. 
Mafioții ajung la familia lui Gerace, iar în timp ce Sonny reușește să scape, Charlie este capturat. Sonny se duce în port în urmărirea mafioților, sosind atunci când Charlie era pe cale să fie înecat. Înarmat cu mitraliere, Sonny îi intimidează la început pe acoliții lui Angelo, dar când își dau seama că arma este descărcată, cei doi trebuie să fugă și să se adăpostească într-o magazie. Acolo au loc lupte corp la corp între cei doi și mafioți care, împreună cu Angelo, sunt arestați de inspectorul Mackintosh. Polițistul descoperă adevărata identitate a celor doi și amenință să-i trimită în judecată pentru că s-au dat drept agenți federali, dar Sonny îl șantajează spunând că el va spune tribunalului de implicarea poliției în războiul dintre bande. Charlie se întoarce pentru a lupta în ring, iar Sonny, rămas iarăși fără loc de muncă, devine ajutorul lui.

## Distribuție
- Giuliano Gemma - Sonny
- Bud Spencer - Charlie Smith
- Robert Middleton - Angelo
- Víctor Israel - Giudà
- Bill Vanders - inspectorul Mackintosh
- Steffen Zacharias - Gerace
- Francy Fair- Blonda de la Armata Salvării
- Luigi Bonos - negustor italian
- George Rigaud - senatorul O'Riordan
- Gerard Landry - spectator la meciul de Catch
- Riccardo Pizzuti - "Il Cobra"
- Mario Brega - specialistul cu arme al lui Angelo
- Alvaro Vitali - croitor
- Lara Sender - fiica lui Gerace
- Franca Scagnetti - femeia de la morgă
- Vincenzo Maggio - polițist
- Veriano Genesi - bancherul lui Angelo
- Margherita Horowitz - soția lui Gerace

### Dubluri în limba italiană
- Pino Locchi - Sonny
- Glauco Onorato - Charlie Smith
- Sergio Fiorentini - Angelo
- Ferruccio Amendola - inspectorul Mackintosh
- Gianfranco Bellini - Gerace
- Luciano De Ambrosis - il Cobra

## Despre film
Titlul original "Anche gli angeli mangiano fagioli" (în română Chiar și îngerii mănâncă fasole) provine de la o frază rostită de către o fată din Armata Salvării, atunci când cineva protestează că iarăși se oferă de mâncare fasole oamenilor săraci.
Inițial, alături de Bud Spencer trebuia să joace în acest film Terence Hill, dar el era ocupat la acel moment cu alte proiecte, așa că s-a apelat la Giuliano Gemma.
În film apare un informator pe nume Iuda, care lucrează pentru mafie și pentru poliție. Inspectorul Mackintosh îi oferă pentru serviciile sale 30 $ în trei bancnote de zece dolari, dar Iuda îi cere inspectorului să-i dea 30 de monede de argint de 1 dolar, spunând că aceasta este o tradiție veche în familie. Acest personaj este o trimitere directă la cei 30 de arginți ai lui Iuda Iscarioteanul.
Filmul a avut premiera în Italia la 22 martie 1973 și a fost lansat în cinematografele germane la 25 mai. În 1974 a fost realizată o continuare, Anche gli angeli tirano di destro, regizată tot de Enzo Barboni și cu Ricky Bruch (în locul lui Bud Spencer) și Giuliano Gemma în rolurile principale.